# Mathieu Claude
Mathieu Claude (født 17. marts 1983) er en fransk tidligere professionel cykelrytter.